# Lodewijk van Nassau (1538-1574)
Lodewijk van Nassau (Dillenburg, 10 januari 1538 – Slag op de Mookerheide, 14 april 1574) was een jongere broer van Willem van Oranje. Hij was vertrouwensman en secretaris van Willem van Oranje, en in later jaren diplomaat en legeraanvoerder. Dat zij een goede band hadden, blijkt uit de vele correspondentie tussen Lodewijk en Willem die bewaard is gebleven.

## Leven

### Jonge jaren
Lodewijk, graaf van Nassau, was het zesde kind van Willem de Rijke en het vierde kind van zijn tweede vrouw, gravin Juliana van Stolberg. Lodewijk groeide op in Dillenburg, maar verbleef later veel in de tegenwoordigheid van zijn oudere broer Willem, voor wie hij optrad als secretaris.

### Tachtigjarige Oorlog
Aan de vooravond van de Tachtigjarige Oorlog was hij een van de leiders van het Eedverbond der Edelen en medeopsteller van het Smeekschrift der Edelen, dat een verbond aanbood aan de landvoogdes Margaretha van Parma. Het Smeekschrift om een minder streng regime in de Nederlanden te voeren vond geen gehoor. De Spaanse koning Filips II stuurde in reactie op de onlusten, die tot de Beeldenstorm leidden, troepen onder leiding van de hertog van Alva.
Lodewijk van Nassau voerde de troepen van Willem van Oranje aan bij de Slag bij Heiligerlee, waarbij zijn broer Adolf sneuvelde. Hierna werd hij bij de Slag bij Jemmingen verslagen door de troepen van de hertog van Alva. Door naakt over de Eems te zwemmen wist hij ternauwernood het vege lijf te redden.
Vervolgens ging hij naar Frankrijk waar hij diplomatieke diensten verrichtte voor zijn broer Willem. In Frankrijk onderhield hij ook contacten met de hugenoten, met name met hun leider, Gaspard de Coligny. In 1569 leidde hij een contingent hugenootse troepen bij Montcontour. Maar de hugenoten werden verslagen en Lodewijk moest Frankrijk ontvluchten, waarna hij in de Nederlanden weer dienst nam als legeraanvoerder.
Toen de Watergeuzen op 1 april 1572 Den Briel hadden ingenomen, zag hij kans om op 23 en 24 mei bij verrassing de steden Valenciennes en Bergen in het graafschap Henegouwen in te nemen (zie Bezetting van Bergen). Alva belegerde hierop Bergen en bij het uitblijven van versterkingen (zijn bondgenoot Gaspard de Coligny, die met een protestants leger vanuit Frankrijk de Spanjaarden zou aanvallen, werd in de Bartholomeusnacht vermoord) moest Lodewijk de stad opgeven.
Bij het eerste Beleg van Leiden (1573-1574) zag zijn broer Willem van Oranje geen kans om de belegerende Spanjaarden bij Leiden met een leger aan te vallen. Hij vroeg Lodewijk om als afleidingsmanoeuvre met een leger de zuidelijke stad Maastricht te bezetten, om zo de Spanjaarden weg te lokken van Leiden. Willem was ervan overtuigd dat als de vesting Maastricht, toen de 'Sleutel tot Brabant' genoemd, door de opstandelingen aangevallen en veroverd zou worden, alle steden in de Nederlanden, en met name de Brabantse, zouden rebelleren tegen de Spaanse koning en zich aan Oranjes zijde zouden scharen.

### Aanval op Maastricht
In februari 1574 trok Lodewijk vanuit het huidige Duitsland met zijn huurtroepen al brandschattend de drie Landen van Overmaas binnen en vestigde zijn hoofdkwartier in kasteel Cartils. Sommige plaatsjes, zoals Heerlen en de aan de Maas gelegen dorpen Elsloo en Geulle, wisten een plundering af te kopen. De abdijen van Kloosterrade, Val-Dieu en Sint-Gerlach (bij Valkenburg) werden echter verwoest en in brand gestoken. Bij Maastricht overrompelde Lodewijk op de oostelijke oever van de Maas de onder de rook van de stad gelegen dorpen Scharn en Bemelen. Daardoor kon hij voor korte tijd de handelsweg naar Keulen blokkeren, en mogelijk – met geschut – ook het scheepvaartverkeer van en naar het noorden. De vestingstad Maastricht – die in 1567 een sterk, inliggend Spaans garnizoen had gekregen en altijd goed bevoorraad was – kon Lodewijk echter niet veroveren. De door Willem verwachte reactie in de steden van het over de Maas gelegen hertogdom Brabant bleef lauw, terwijl ook de Landen van Overmaas weinig tot geen steun aan de Opstand wilden geven.
In een briefwisseling overlegde Willem van Oranje met zijn broer welke stap de laatste nu het beste kon nemen. Noodgedwongen had Lodewijk met zijn leger de omgeving van Maastricht verlaten. Naast een gebrek aan politieke steun droeg mogelijk ook een gebrek aan voedsel op het platteland (het was winter en de nieuwe oogst zou nog lang op zich laten wachten) bij aan het vertrek. Besloten werd, dat Lodewijk zich met zijn troepen zou aansluiten bij het leger van Willem in Holland.
Vanuit de omgeving van Maastricht trok Lodewijk van Nassau langs de oostelijke oever van de Maas naar het noorden, waarbij hij zorgvuldig om de vestingsteden Roermond en Venlo heentrok, vanaf de westelijke oever nauwlettend gade geslagen door koninklijke/Spaanse troepen. Het plan was dat hij de Maas in noordelijke richting zou volgen. Waar de rivier tussen Grave en Cuyk afboog naar het westen, zou hij dan doorsteken naar Nijmegen aan de Waal en vandaaruit verder naar het westen trekken, totdat hij Zaltbommel bereikte. Als hij  dan in zuidelijke richting verder ging en de Maas kon oversteken, zou hij Geertruidenberg, de 'Sleutel tot Holland', kunnen bereiken. Willem adviseerde Lodewijk om bij Varik de Maas over te steken. Dat bericht zou zijn broer echter niet meer bereiken. Op 14 april 1574 stuitte hij bij verrassing op Spaanse troepen onder leiding van Sancho d'Ávila. Deze waren bij Grave via een tijdelijke schipbrug de Maas overgestoken. Zowel Lodewijk, als Willems jongere broer Hendrik van Nassau, zouden die dag bij de Slag op de Mookerheide omkomen. Lodewijk was 36 jaar oud, Hendrik eerst 24. Hun stoffelijk overschot werd nooit teruggevonden.
Op 14 april 1891 werd in de Nederlands Hervormde kerk van Heumen een monument onthuld ter nagedachtenis aan Lodewijk van Nassau en zijn broer Hendrik. Ter ere van Lodewijk en Hendrik werd op 14 april 2024, precies 450 jaar na de Slag op de Mookerheide, op het plein voor het raadhuis in Mook een kunstwerk onthuld van de beeldhouwer Ysbrandt Roovers.

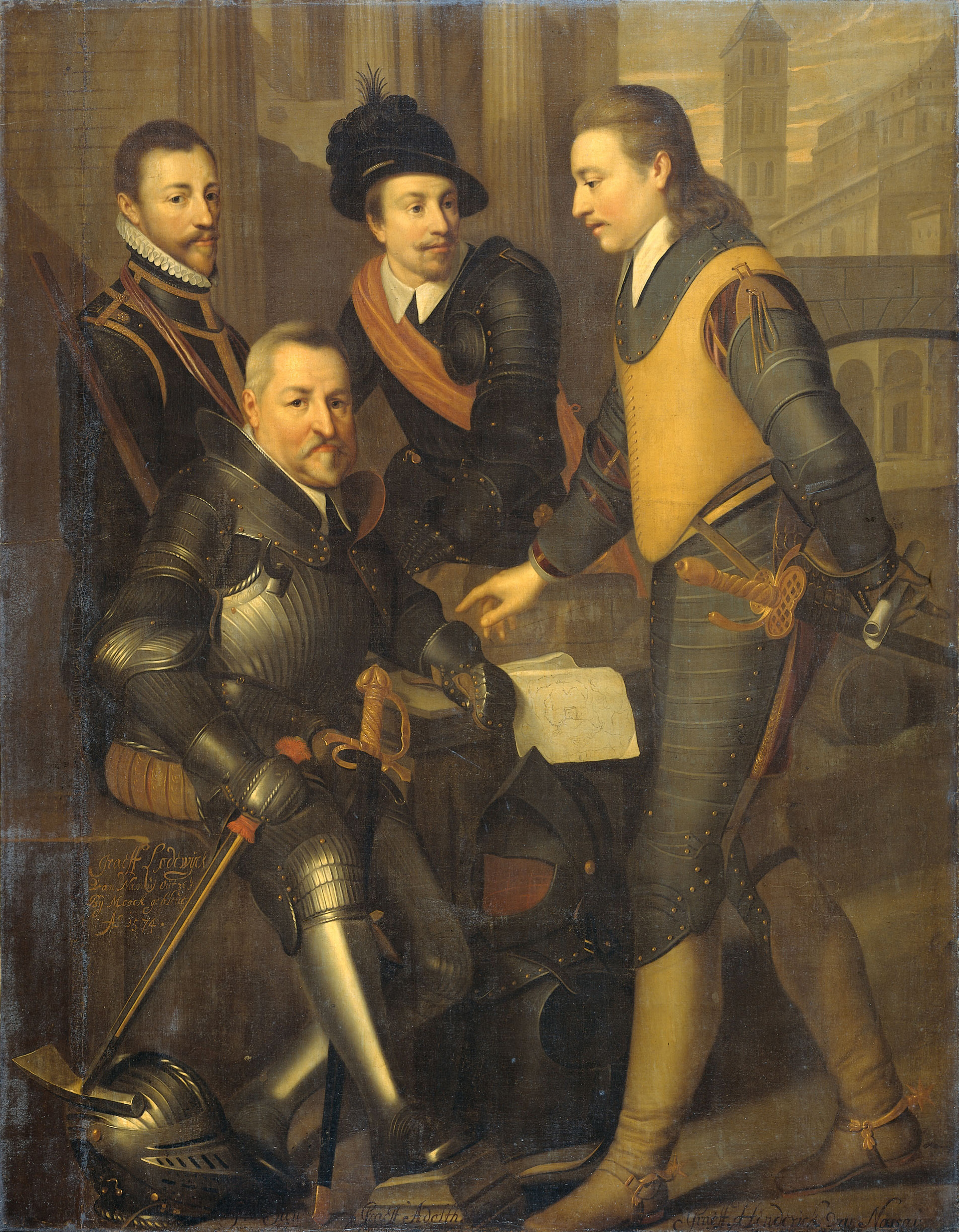
Lodewijk (links) met zijn broers Jan (zittend), Adolf, en Hendrik
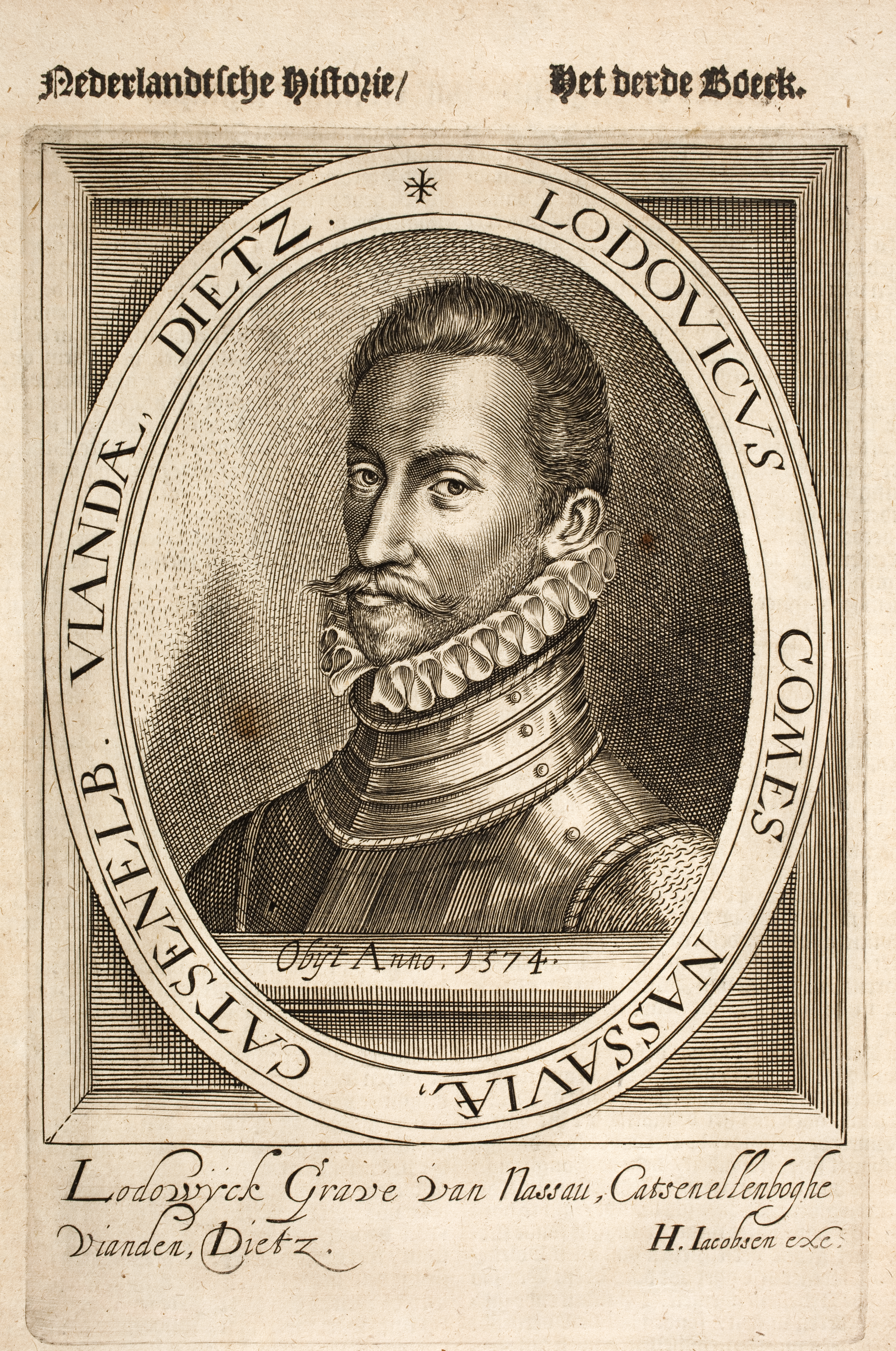
Portret in Emanuel van Meteren: Historie der Neder-landscher ende haerder na-buren oorlogen ende geschiedenissen.., 1614
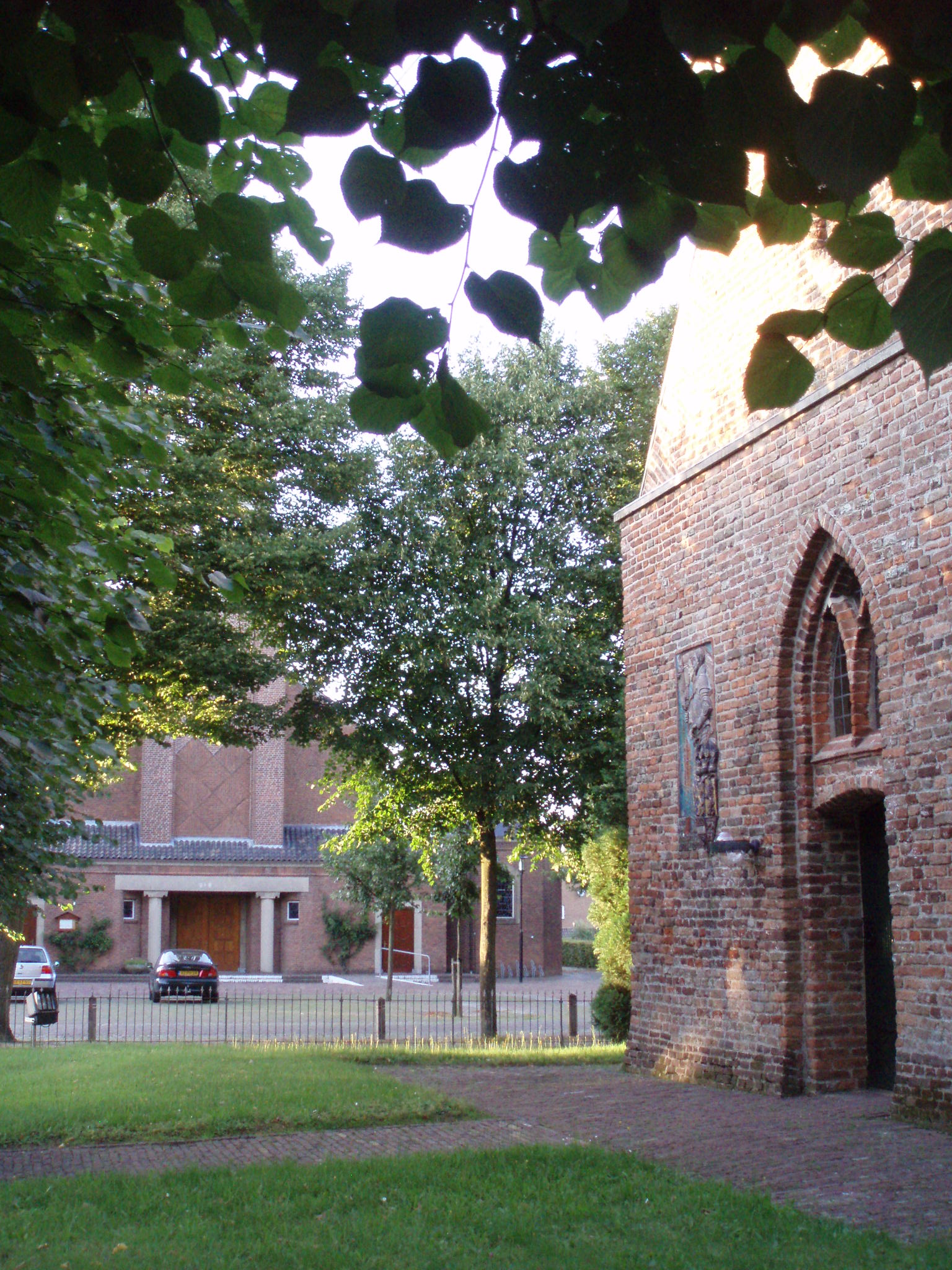
Hervormde kerk van Heumen, met o.a. aan de buitenzijde een herinnering aan de twee broers Van Nassau
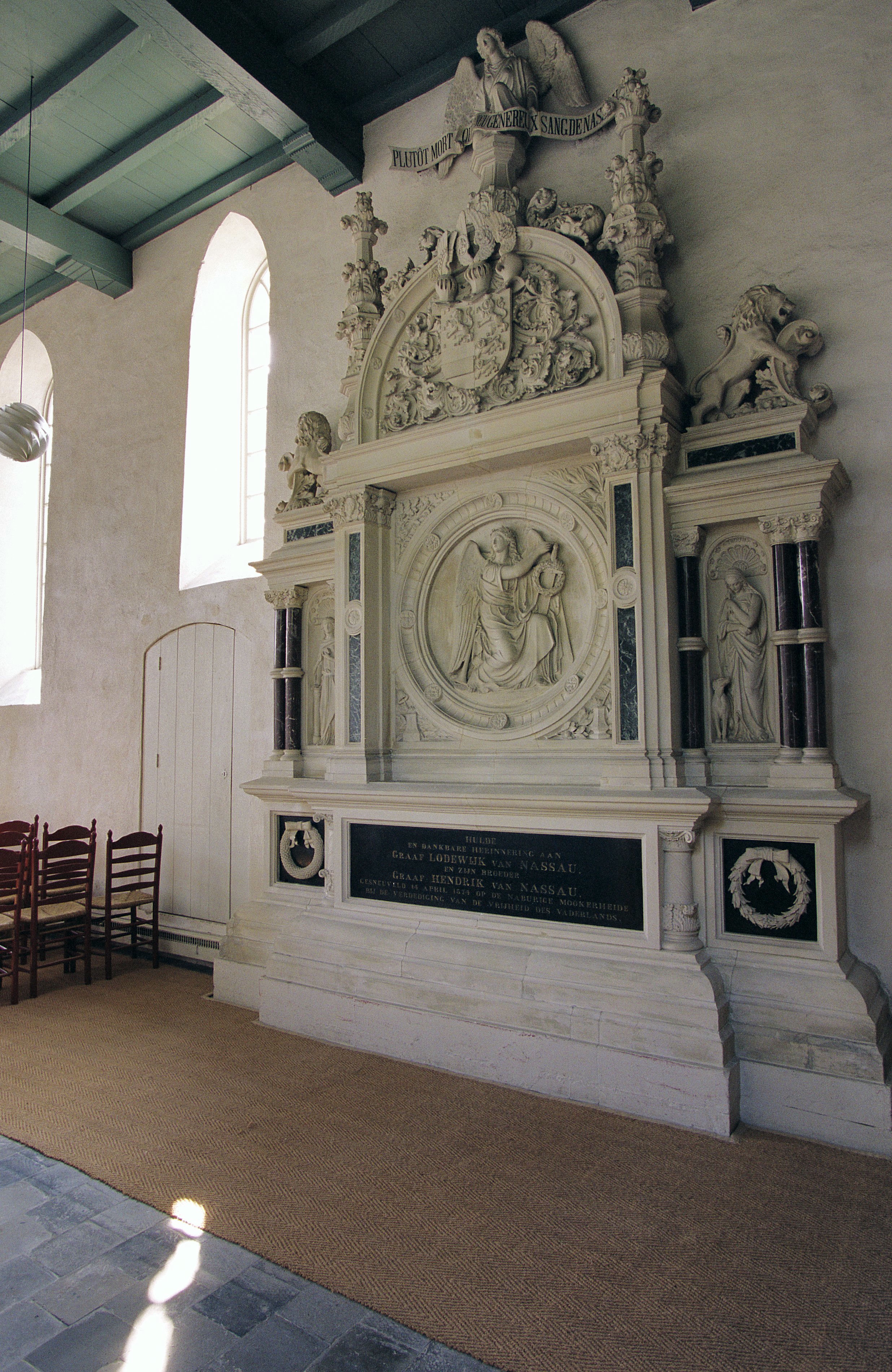
Hervormde kerk van Heumen, interieur. Gedenkteken voor Lodewijk en Hendrik

## Kwartierstaat
| Jan IV van Nassau (1410-1475) | Jan IV van Nassau (1410-1475) | Jan IV van Nassau (1410-1475) | Jan IV van Nassau (1410-1475) | Jan IV van Nassau (1410-1475)           | Jan IV van Nassau (1410-1475)           | Maria van Loon-Heinsberg (1424-1502)    | Maria van Loon-Heinsberg (1424-1502)    | Maria van Loon-Heinsberg (1424-1502)     | Maria van Loon-Heinsberg (1424-1502)     | Maria van Loon-Heinsberg (1424-1502)       | Maria van Loon-Heinsberg (1424-1502)       |                                            |                                            | Hendrik III van Hessen (1440-1483)         | Hendrik III van Hessen (1440-1483)         | Hendrik III van Hessen (1440-1483)       | Hendrik III van Hessen (1440-1483)       | Hendrik III van Hessen (1440-1483)       | Hendrik III van Hessen (1440-1483)       | Anna van Katzenelnbogen (1443-1494)      | Anna van Katzenelnbogen (1443-1494)      | Anna van Katzenelnbogen (1443-1494) | Anna van Katzenelnbogen (1443-1494) | Anna van Katzenelnbogen (1443-1494) | Anna van Katzenelnbogen (1443-1494) |                              |                              | Hendrik van Stolberg (1436-1511) | Hendrik van Stolberg (1436-1511) | Hendrik van Stolberg (1436-1511) | Hendrik van Stolberg (1436-1511) | Hendrik van Stolberg (1436-1511)               | Hendrik van Stolberg (1436-1511)               | Mathilde van Mansfeld (1440-1468)              | Mathilde van Mansfeld (1440-1468)              | Mathilde van Mansfeld (1440-1468)              | Mathilde van Mansfeld (1440-1468)              | Mathilde van Mansfeld (1440-1468)            | Mathilde van Mansfeld (1440-1468)            |                                              |                                              | Filips van Eppstein-Königstein († rond 1481) | Filips van Eppstein-Königstein († rond 1481) | Filips van Eppstein-Königstein († rond 1481) | Filips van Eppstein-Königstein († rond 1481) | Filips van Eppstein-Königstein († rond 1481) | Filips van Eppstein-Königstein († rond 1481) | Louise de la Mark (1450-1524)            | Louise de la Mark (1450-1524)            | Louise de la Mark (1450-1524) | Louise de la Mark (1450-1524) | Louise de la Mark (1450-1524) | Louise de la Mark (1450-1524) |  |  |  |  |  |  |  |  |  |  |  |  |  |  |  |  |  |  |  |  |  |  |  |  |  |  |  |  |  |  |  |  |  |  |  |  |  |  |  |  |  |  |  |  |  |  |  |  |
| Jan IV van Nassau (1410-1475) | Jan IV van Nassau (1410-1475) | Jan IV van Nassau (1410-1475) | Jan IV van Nassau (1410-1475) | Jan IV van Nassau (1410-1475)           | Jan IV van Nassau (1410-1475)           | Maria van Loon-Heinsberg (1424-1502)    | Maria van Loon-Heinsberg (1424-1502)    | Maria van Loon-Heinsberg (1424-1502)     | Maria van Loon-Heinsberg (1424-1502)     | Maria van Loon-Heinsberg (1424-1502)       | Maria van Loon-Heinsberg (1424-1502)       |                                            |                                            | Hendrik III van Hessen (1440-1483)         | Hendrik III van Hessen (1440-1483)         | Hendrik III van Hessen (1440-1483)       | Hendrik III van Hessen (1440-1483)       | Hendrik III van Hessen (1440-1483)       | Hendrik III van Hessen (1440-1483)       | Anna van Katzenelnbogen (1443-1494)      | Anna van Katzenelnbogen (1443-1494)      | Anna van Katzenelnbogen (1443-1494) | Anna van Katzenelnbogen (1443-1494) | Anna van Katzenelnbogen (1443-1494) | Anna van Katzenelnbogen (1443-1494) |                              |                              | Hendrik van Stolberg (1436-1511) | Hendrik van Stolberg (1436-1511) | Hendrik van Stolberg (1436-1511) | Hendrik van Stolberg (1436-1511) | Hendrik van Stolberg (1436-1511)               | Hendrik van Stolberg (1436-1511)               | Mathilde van Mansfeld (1440-1468)              | Mathilde van Mansfeld (1440-1468)              | Mathilde van Mansfeld (1440-1468)              | Mathilde van Mansfeld (1440-1468)              | Mathilde van Mansfeld (1440-1468)            | Mathilde van Mansfeld (1440-1468)            |                                              |                                              | Filips van Eppstein-Königstein († rond 1481) | Filips van Eppstein-Königstein († rond 1481) | Filips van Eppstein-Königstein († rond 1481) | Filips van Eppstein-Königstein († rond 1481) | Filips van Eppstein-Königstein († rond 1481) | Filips van Eppstein-Königstein († rond 1481) | Louise de la Mark (1450-1524)            | Louise de la Mark (1450-1524)            | Louise de la Mark (1450-1524) | Louise de la Mark (1450-1524) | Louise de la Mark (1450-1524) | Louise de la Mark (1450-1524) |  |  |  |  |  |  |  |  |  |  |  |  |  |  |  |  |  |  |  |  |  |  |  |  |  |  |  |  |  |  |  |  |  |  |  |  |  |  |  |  |  |  |  |  |  |  |  |  |
|                               |                               |                               |                               |                                         |                                         |                                         |                                         |                                          |                                          |                                            |                                            |                                            |                                            |                                            |                                            |                                          |                                          |                                          |                                          |                                          |                                          |                                     |                                     |                                     |                                     |                              |                              |                                  |                                  |                                  |                                  |                                                |                                                |                                                |                                                |                                                |                                                |                                              |                                              |                                              |                                              |                                              |                                              |                                              |                                              |                                              |                                              |                                          |                                          |                               |                               |                               |                               |  |  |  |  |  |  |  |  |  |  |  |  |  |  |  |  |  |  |  |  |  |  |  |  |  |  |  |  |  |  |  |  |  |  |  |  |  |  |  |  |  |  |  |  |  |  |  |  |
|                               |                               |                               |                               | Jan V van Nassau-Dillenburg (1455-1516) | Jan V van Nassau-Dillenburg (1455-1516) | Jan V van Nassau-Dillenburg (1455-1516) | Jan V van Nassau-Dillenburg (1455-1516) | Jan V van Nassau-Dillenburg (1455-1516)  | Jan V van Nassau-Dillenburg (1455-1516)  |                                            |                                            |                                            |                                            |                                            |                                            | Elisabeth van Hessen-Marburg (1466–1523) | Elisabeth van Hessen-Marburg (1466–1523) | Elisabeth van Hessen-Marburg (1466–1523) | Elisabeth van Hessen-Marburg (1466–1523) | Elisabeth van Hessen-Marburg (1466–1523) | Elisabeth van Hessen-Marburg (1466–1523) |                                     |                                     |                                     |                                     |                              |                              |                                  |                                  |                                  |                                  | Botho III van Stolberg-Wernigerode (1467-1538) | Botho III van Stolberg-Wernigerode (1467-1538) | Botho III van Stolberg-Wernigerode (1467-1538) | Botho III van Stolberg-Wernigerode (1467-1538) | Botho III van Stolberg-Wernigerode (1467-1538) | Botho III van Stolberg-Wernigerode (1467-1538) |                                              |                                              |                                              |                                              |                                              |                                              | Anna van Eppstein-Königstein (1481-1538)     | Anna van Eppstein-Königstein (1481-1538)     | Anna van Eppstein-Königstein (1481-1538)     | Anna van Eppstein-Königstein (1481-1538)     | Anna van Eppstein-Königstein (1481-1538) | Anna van Eppstein-Königstein (1481-1538) |                               |                               |                               |                               |  |  |  |  |  |  |  |  |  |  |  |  |  |  |  |  |  |  |  |  |  |  |  |  |  |  |  |  |  |  |  |  |  |  |  |  |  |  |  |  |  |  |  |  |  |  |  |  |
|                               |                               |                               |                               | Jan V van Nassau-Dillenburg (1455-1516) | Jan V van Nassau-Dillenburg (1455-1516) | Jan V van Nassau-Dillenburg (1455-1516) | Jan V van Nassau-Dillenburg (1455-1516) | Jan V van Nassau-Dillenburg (1455-1516)  | Jan V van Nassau-Dillenburg (1455-1516)  |                                            |                                            |                                            |                                            |                                            |                                            | Elisabeth van Hessen-Marburg (1466–1523) | Elisabeth van Hessen-Marburg (1466–1523) | Elisabeth van Hessen-Marburg (1466–1523) | Elisabeth van Hessen-Marburg (1466–1523) | Elisabeth van Hessen-Marburg (1466–1523) | Elisabeth van Hessen-Marburg (1466–1523) |                                     |                                     |                                     |                                     |                              |                              |                                  |                                  |                                  |                                  | Botho III van Stolberg-Wernigerode (1467-1538) | Botho III van Stolberg-Wernigerode (1467-1538) | Botho III van Stolberg-Wernigerode (1467-1538) | Botho III van Stolberg-Wernigerode (1467-1538) | Botho III van Stolberg-Wernigerode (1467-1538) | Botho III van Stolberg-Wernigerode (1467-1538) |                                              |                                              |                                              |                                              |                                              |                                              | Anna van Eppstein-Königstein (1481-1538)     | Anna van Eppstein-Königstein (1481-1538)     | Anna van Eppstein-Königstein (1481-1538)     | Anna van Eppstein-Königstein (1481-1538)     | Anna van Eppstein-Königstein (1481-1538) | Anna van Eppstein-Königstein (1481-1538) |                               |                               |                               |                               |  |  |  |  |  |  |  |  |  |  |  |  |  |  |  |  |  |  |  |  |  |  |  |  |  |  |  |  |  |  |  |  |  |  |  |  |  |  |  |  |  |  |  |  |  |  |  |  |
|                               |                               |                               |                               |                                         |                                         |                                         |                                         |                                          |                                          | Willem I van Nassau-Dillenburg (1487–1559) | Willem I van Nassau-Dillenburg (1487–1559) | Willem I van Nassau-Dillenburg (1487–1559) | Willem I van Nassau-Dillenburg (1487–1559) | Willem I van Nassau-Dillenburg (1487–1559) | Willem I van Nassau-Dillenburg (1487–1559) |                                          |                                          |                                          |                                          |                                          |                                          |                                     |                                     |                                     |                                     |                              |                              |                                  |                                  |                                  |                                  |                                                |                                                |                                                |                                                |                                                |                                                | Juliana van Stolberg-Wernigerode (1506-1580) | Juliana van Stolberg-Wernigerode (1506-1580) | Juliana van Stolberg-Wernigerode (1506-1580) | Juliana van Stolberg-Wernigerode (1506-1580) | Juliana van Stolberg-Wernigerode (1506-1580) | Juliana van Stolberg-Wernigerode (1506-1580) |                                              |                                              |                                              |                                              |                                          |                                          |                               |                               |                               |                               |  |  |  |  |  |  |  |  |  |  |  |  |  |  |  |  |  |  |  |  |  |  |  |  |  |  |  |  |  |  |  |  |  |  |  |  |  |  |  |  |  |  |  |  |  |  |  |  |
|                               |                               |                               |                               |                                         |                                         |                                         |                                         |                                          |                                          | Willem I van Nassau-Dillenburg (1487–1559) | Willem I van Nassau-Dillenburg (1487–1559) | Willem I van Nassau-Dillenburg (1487–1559) | Willem I van Nassau-Dillenburg (1487–1559) | Willem I van Nassau-Dillenburg (1487–1559) | Willem I van Nassau-Dillenburg (1487–1559) |                                          |                                          |                                          |                                          |                                          |                                          |                                     |                                     |                                     |                                     |                              |                              |                                  |                                  |                                  |                                  |                                                |                                                |                                                |                                                |                                                |                                                | Juliana van Stolberg-Wernigerode (1506-1580) | Juliana van Stolberg-Wernigerode (1506-1580) | Juliana van Stolberg-Wernigerode (1506-1580) | Juliana van Stolberg-Wernigerode (1506-1580) | Juliana van Stolberg-Wernigerode (1506-1580) | Juliana van Stolberg-Wernigerode (1506-1580) |                                              |                                              |                                              |                                              |                                          |                                          |                               |                               |                               |                               |  |  |  |  |  |  |  |  |  |  |  |  |  |  |  |  |  |  |  |  |  |  |  |  |  |  |  |  |  |  |  |  |  |  |  |  |  |  |  |  |  |  |  |  |  |  |  |  |
|                               |                               |                               |                               |                                         |                                         |                                         |                                         |                                          |                                          |                                            |                                            |                                            |                                            |                                            |                                            |                                          |                                          |                                          |                                          |                                          |                                          |                                     |                                     |                                     |                                     |                              |                              |                                  |                                  |                                  |                                  |                                                |                                                |                                                |                                                |                                                |                                                |                                              |                                              |                                              |                                              |                                              |                                              |                                              |                                              |                                              |                                              |                                          |                                          |                               |                               |                               |                               |  |  |  |  |  |  |  |  |  |  |  |  |  |  |  |  |  |  |  |  |  |  |  |  |  |  |  |  |  |  |  |  |  |  |  |  |  |  |  |  |  |  |  |  |  |  |  |  |
|                               |                               |                               |                               |                                         |                                         |                                         |                                         |                                          |                                          |                                            |                                            |                                            |                                            |                                            |                                            |                                          |                                          |                                          |                                          |                                          |                                          |                                     |                                     |                                     |                                     |                              |                              |                                  |                                  |                                  |                                  |                                                |                                                |                                                |                                                |                                                |                                                |                                              |                                              |                                              |                                              |                                              |                                              |                                              |                                              |                                              |                                              |                                          |                                          |                               |                               |                               |                               |  |  |  |  |  |  |  |  |  |  |  |  |  |  |  |  |  |  |  |  |  |  |  |  |  |  |  |  |  |  |  |  |  |  |  |  |  |  |  |  |  |  |  |  |  |  |  |  |
| Willem van Oranje (1533–1584) | Willem van Oranje (1533–1584) | Willem van Oranje (1533–1584) | Willem van Oranje (1533–1584) | Willem van Oranje (1533–1584)           | Willem van Oranje (1533–1584)           |                                         |                                         | Jan VI van Nassau-Dillenburg (1536–1606) | Jan VI van Nassau-Dillenburg (1536–1606) | Jan VI van Nassau-Dillenburg (1536–1606)   | Jan VI van Nassau-Dillenburg (1536–1606)   | Jan VI van Nassau-Dillenburg (1536–1606)   | Jan VI van Nassau-Dillenburg (1536–1606)   |                                            |                                            | Lodewijk van Nassau (1538-1574)          | Lodewijk van Nassau (1538-1574)          | Lodewijk van Nassau (1538-1574)          | Lodewijk van Nassau (1538-1574)          | Lodewijk van Nassau (1538-1574)          | Lodewijk van Nassau (1538-1574)          |                                     |                                     | Adolf van Nassau (1540-1568)        | Adolf van Nassau (1540-1568)        | Adolf van Nassau (1540-1568) | Adolf van Nassau (1540-1568) | Adolf van Nassau (1540-1568)     | Adolf van Nassau (1540-1568)     |                                  |                                  | Elisabeth van Nassau (1542-1603)               | Elisabeth van Nassau (1542-1603)               | Elisabeth van Nassau (1542-1603)               | Elisabeth van Nassau (1542-1603)               | Elisabeth van Nassau (1542-1603)               | Elisabeth van Nassau (1542-1603)               |                                              |                                              | Hendrik van Nassau (1550-1574)               | Hendrik van Nassau (1550-1574)               | Hendrik van Nassau (1550-1574)               | Hendrik van Nassau (1550-1574)               | Hendrik van Nassau (1550-1574)               | Hendrik van Nassau (1550-1574)               |                                              |                                              | ... + 6 zusters                          | ... + 6 zusters                          | ... + 6 zusters               | ... + 6 zusters               | ... + 6 zusters               | ... + 6 zusters               |  |  |  |  |  |  |  |  |  |  |  |  |  |  |  |  |  |  |  |  |  |  |  |  |  |  |  |  |  |  |  |  |  |  |  |  |  |  |  |  |  |  |  |  |  |  |  |  |